# لوتوس (فیلم)
لوتوس (به انگلیسی: Lotus) مستندی شاعرانه و ضدجنگ از محمدرضا وطن‌دوست، یکی از پرافتخارترین فیلم‌های سینمای مستند ایران است که در سال ۱۳۹۶ در اطراف سوادکوه استان مازندران تهیه و کارگردانی شده‌ است. این فیلم جوایز ملی و بین‌المللی بسیاری همچون جایزه نگاه هنری از شانزدهمین دوره جشنواره بین‌المللی فیلم «بیگ اسکای» آمریکا، تندیس بهترین کارگردانی از هجدهمین جشنواره بین‌المللی فیلم «بیروت» لبنان، تندیس فیروزه ای جایزه ویژه هیئت داوران در بخش بین‌الملل یازدهمین دوره جشنواره بین‌المللی سینماحقیقت ایران، و تندیس شایستگی بهترین فیلم مستند از دهمین جشن مستقل سینمای مستند ایران در خانه سینما را نصیب خود کرده‌است.

## خلاصه داستان
زندگی پیرزنی که ۱۲ سال در انتظار مجوز ورود به جزیره نشسته‌است تا به دیدار تنها ساکن آن برود.

## بیانیه هیئت داوران
- بیانیه هیئت داوران جشنواره بین‌المللی فیلم مستند بیگ اسکای آمریکا برای اهدأ جایزه نگاه هنری (Artistic Vision Award):

«ما تصمیم گرفتیم جایزه نگاه هنری را به فیلمی بدهیم که چیره‌دستی و هنر در آن متمایز بود. به خاطر به‌کارگیری کنترل شده و عمدی گام فیلم، نور طبیعی و میزانسن، تمرکز منظم بر روی مأموریت جانفرسا و منحصر به فرد یک زن و همچنین بُنمایه‌های ذهنی خلاقانه سرشار از سمبولیسم و احساس، این جایزه را به لوتوس تقدیم می‌کنیم.»
- بیانیه هیئت داوران جشنواره بین‌المللی فیلم بیروت لبنان برای اهدأ جایزه بهترین کارگردانی (Alef Award):

«تصاویری بی‌نظیر، بیانی هنرمندانه، روایتی جذاب و پرکشش، پایانی غافلگیرانه و فوق‌العاده که تأثیر جنگ، مهاجرت و آسیب‌های محیط زیستی را همزمان به ما گوشزد می‌کند.»
- بیانیه هیئت داوران جشنواره بین‌المللی فیلم ForadCamp اسپانیا برای اهدای بهترین فیلم مستند:

«از فیلم «لوتوس» به سبب به تصویر کشیدن پرتره یک شخص در یک منظره، همچنین ابعاد انسانی و سیاسی تاریخ و کیفیت بالای سینمایی آن تقدیر کرده و جایزه بهترین فیلم مستند را به همراه چوب باران (Rainstick) به محمدرضا وطن‌دوست اهدا می‌کنند.»
- بیانیه هیئت داوران انجمن فرهنگی گرانولرز بارسلون در جشنواره بین‌المللی فیلم ForadCamp اسپانیا برای اهدای جایزه بهترین فیلم:

«جایزه خود را به علت «پرداخت عالی سینمایی، شفافیت پیام و بُعد احساسی تصاویر» به این فیلم اعطا می‌کنند.»
- بیانیه هیئت داوران جشنواره بین‌المللی فیلم بنیاد هنری شارجه امارات متشکل از «محمد ملص» فیلمساز شهیر سوری، «امیلی فالاکس» عضو هیئت مدیره جشنواره ایدفا و «جان لهود» کارگردان و بازیگر استرالیایی برای اهدای بهترین فیلم مستند:

«جایزه بهترین فیلم مستند اهدا می‌شود به فیلم «لوتوس» به کارگردانی محمدرضا وطن‌دوست؛ فیلمی فوق‌العاده خوش ساخت و پرکشش که فیلمبرداری عالی را با داستان‌پردازی شاعرانه ترکیب کرده‌است.»

## جوایز
- تندیس طلایی بهترین فیلم مستند از بنیاد هنری شارجه امارات ۲۰۱۹[۲]
- تندیس چوب باران (Rain Stick)، جایزه بهترین فیلم مستند هیئت داوران از جشنواره بین‌المللی «ForadCamp» اسپانیا ۲۰۱۹[۳]
- جایزه بهترین فیلم انجمن فرهنگی گرانولرز بارسلون در جشنواره بین‌المللی «ForadCamp» اسپانیا ۲۰۱۹
- تندیس الف زرین (Alef Award) برای بهترین کارگردانی از هجدهمین جشنواره بین‌المللی فیلم بیروت لبنان ۲۰۱۹[۴]
- جایزه نگاه هنری (Artistic Vision Award) از شانزدهمین جشنواره فیلم «بیگ اسکای» آمریکا (اولین اکران غرب آمریکا)۲۰۱۹[۵]
- تندیس فیروزه ای ویژه هیئت داوران در بخش بین‌الملل یازدهمین جشنواره بین‌المللی سینماحقیقت ایران (اولین اکران جهانی) ۱۳۹۶
- تندیس زرین بهترین فیلم مستند بخش بین‌الملل از چهل و هشتمین جشنواره بین‌المللی فیلم رشد ایران ۱۳۹۷[۶]
- تندیس شایستگی بهترین فیلم مستند از دهمین جشن مستقل سینمای مستند ایران (خانه سینما) ۱۳۹۷
- تندیس جایزه ویژه و لوح سپاس بهترین فیلم از نهمین جشنواره بین‌المللی فیلم وارش ۱۳۹۸[۷]
- تندیس بهترین فیلم مستند و دیپلم افتخار از سومین جشنواره فیلم موج کیش ۱۳۹۸[۸]
- تندیس بهترین فیلم مستند و دیپلم افتخار از جشنواره فرهنگی هنری مهر مادر ۱۳۹۸[۹]
- تندیس سرو زرین بهترین فیلمبرداری از دومین جشنواره ملی فیلم ایثار ایران ۱۳۹۷[۱۰]
- فیلم برگزیده ۳ بخش مسابقه ملی، بین‌المللی و جایزه شهید آوینی در یازدهمین جشنواره بین‌المللی سینماحقیقت ایران ۱۳۹۶[۱۱]
- کاندیدای بهترین فیلم در بیست و پنجمین جشنواره بین‌المللی مستند «شفیلد» انگلستان (اولین اکران بین‌المللی) ۲۰۱۸[۱۲]
- کاندیدای بهترین فیلم در بیست و چهارمین جشنواره بین‌المللی فیلم «لوس آنجلس» آمریکا (اولین اکران قاره آمریکا)۲۰۱۸[۱۳]
- کاندیدای بهترین فیلم در بیست و دومین جشنواره بین‌المللی فیلم مستند «جیلاوا» جمهوری چک (اولین اکران اروپا)۲۰۱۸[۱۴]
- جزو ۵ فیلم منتخب از چهار قاره در بخش ویژه the Poly: Documentaries انجمن رویال پلیتکنیک کورنوال انگلستان ۲۰۱۸[۱۵]
- کاندیدای بهترین فیلم در جشنواره بین‌المللی فیلم محیط زیستی استرالیا ۲۰۱۹[۱۶]
- کاندیدای بهترین فیلم در پانزدهمین جشنواره بین‌المللی فیلم کوتاه «منچستر» انگلستان ۲۰۱۸[۱۷]
- کاندیدای بهترین فیلم در بیست و یکمین جشنواره بین‌المللی فیلم «سروینو» ایتالیا ۲۰۱۸[۱۸]
- کاندیدای بهترین فیلم در جشنواره بین‌المللی فیلم دهوک در اقلیم کردستان عراق ۲۰۱۸[۱۵]
- کاندیدای بهترین فیلم در سومین جشنواره بین‌المللی فیلم «زردآلوی زمستانی» مقدونیه ۲۰۱۸
- کاندیدای بهترین ایده در سومین جشنواره بین‌المللی فیلم «زردآلوی زمستانی» مقدونیه ۲۰۱۸
- کاندیدای بهترین تصویر در سومین جشنواره بین‌المللی فیلم «زردآلوی زمستانی» مقدونیه ۲۰۱۸
- کاندیدای بهترین صدا در سومین جشنواره بین‌المللی فیلم «زردآلوی زمستانی» مقدونیه ۲۰۱۸[۱۹]
- منتخب در جشنواره بین‌المللی فیلم مستند گوانجو چین ۲۰۱۹
- منتخب در جشنواره بین‌المللی فیلم سلیمانیه عراق ۲۰۱۹
- کاندیدای بهترین فیلم مستند بخش «جشنواره جشنواره‌ها» در شانزدهمین دوره جشنواره بین‌المللی فیلم مقاومت ۱۳۹۸[۲۰]
- کاندیدای بهترین کارگردانی فیلم مستند از دهمین جشن مستقل سینمای مستند ایران (خانه سینما) ۱۳۹۷[۲۱]
- کاندیدای بهترین کارگردانی فیلم مستند در بیستمین جشن بزرگ سینمای ایران (خانه سینما) ۱۳۹۷[۲۲]
- فیلم برگزیده در بخش ملی و بین‌الملل پانزدهمین جشنواره مقاومت ایران ۱۳۹۷[۲۳]
- فیلم برگزیده در سی وپنجمین جشنواره بین‌المللی فیلم کوتاه تهران ۱۳۹۷[۲۴]